# Treasures in my life
Treasures in my life（トレジャーズインマイライフ）は、石井一孝の5thスタジオ・アルバム。

## 収録曲
1. Why God Why?　「ミス・サイゴン」より
2. I Think I Can Play This Part　「グッバイ・ガール」より
3. She’s A Woman　「蜘蛛女のキス」より
4. 届かぬ想い　「愛と青春の宝塚」より
5. Anthem　「チェス」より
6. Bui-Doi　「ミス・サイゴン」より
7. Fill In The Words　「デュエット」より
8. So In Love　「キス・ミー・ケイト」より
9. 闇が広がる　with 浦井健治　「エリザベート」より
10. What You Own　with 坂元健児　「レント」より
11. I’ve Grown Accustomed To Her Face　「マイ・フェア・レディ」より
12. 三銃士メドレー　with 井上芳雄・橋本さとし・岸祐二 　「三銃士」より